# Stigmatium cicindeloides
Stigmatium cicindeloides là một loài bọ cánh cứng trong họ Cleridae. Loài này được Gray năm Griffith miêu tả khoa học năm 1832.